# Monogatari (série)
Monogatari (物語, littéralement « histoire de ») est une série de light novels écrite par Nishio Ishin et illustrée par le taïwanais Vofan. Plusieurs adaptations en anime produites par le studio Shaft ont vu le jour à partir de 2009.

## Synopsis
La série Monogatari est centrée sur l'histoire de Koyomi Araragi, un lycéen de terminale qui a été attaqué par un vampire (puis redevenant presque totalement humain) peu avant le début de l'histoire. Celui-ci rencontre d'autres personnages atteints de maux paranormaux divers et leur vient en aide.

## Personnages
Koyomi Araragi (阿良々木 暦, Araragi Koyomi)
Voix japonaise : Hiroshi Kamiya, voix française : Damien Hartmann
Koyomi, le personnage principal de l'histoire, est un élève en troisième année de lycée qui échoue dans toutes les matières, sauf en mathématiques. Peu de temps avant le début du roman, il a été attaqué par un vampire pendant la Golden Week et il est lui-même devenu un vampire. Même si Meme Oshino l'a aidé à redevenir un humain, il y a encore des effets secondaires : il a une acuité visuelle acrue mais surtout il a gardé ses incroyables capacité de régénération (son corps soignera ses organes ou blessures même les plus graves peu importe la cause et il peut avec son sang soigner les blessures des autres personnages), il est donc quasiment impossible de le tuer. Il a encore peur de l'aube, même si la lumière du jour n'a plus aucun effet sur lui. Il commence à sortir avec Hitagi à la fin de Mayoi Snail.
Hitagi Senjōgahara (戦場ヶ原 ひたぎ, Senjōgahara Hitagi)
Voix japonaise : Chiwa Saitō, voix française : Jessica Barrier
Hitagi, le personnage principal de Hitagi Crab, est une jeune fille d'apparence faible, atteinte d'une « maladie incurable ». Elle est dans la même classe que Koyomi, mais celui-ci ne l'a encore jamais entendu parler. À la suite de sa rencontre avec un mystérieux crabe quand elle était en première année de lycée, elle a perdu tout son poids. Après cela, elle a évité tout contact humain, de peur que quelqu'un ne découvre son secret. Elle dit elle-même être une tsundere et parle toujours dans un langage grossier. À la fin de l'épisode Mayoi Snail, elle avoue ses sentiments amoureux à Koyomi et entreprend une relation avec lui.
Mayoi Hachikuji (八九寺 真宵, Hachikuji Mayoi)
Voix japonaise : Emiri Katō, voix française : Isabelle Volpe
Mayoi, le personnage principal de Mayoi Snail, est en cinquième année à l'école primaire. Elle porte toujours un énorme sac-à-dos. Koyomi la rencontre dans un parc, le jour de la fête des Mères et lui propose de l'aider à retrouver la maison de sa mère. Elle lui révèle plus tard que, à cause d'un escargot, ils ne pourront jamais atteindre leur destination et seront toujours perdus. Elle fait de nombreuses erreurs de prononciation et bégaie en particulier quand elle prononce le nom de famille de Koyomi. Avant que ses parents ne divorcent, son nom de famille était Tsunade(綱手). Elle passe d'"Esprit Hantant" à "Esprit Errant", après que Koyomi et Hitagi l'ont aidée à retrouver la maison de sa mère.
Suruga Kanbaru (神原 駿河, Kanbaru Suruga)
Voix japonaise : Miyuki Sawashiro, voix française : Dany Benedito
Suruga, le personnage principal de Suruga Monkey, est élève en deuxième année de lycée. C'est l'as de l'équipe de basketball du lycée et elle connait Hitagi depuis l'époque du collège. Dès qu'elle est entrée au lycée, elle a découvert le secret d'Hitagi et cette dernière l'a menacée pour qu'elle ne le révèle pas, comme elle menacera ensuite Koyomi. Elle avoue être lesbienne, fujoshi, lolicon et masochiste. A l'école primaire, elle a hérité de ce qu'elle pensait être une patte de singe, mais qui s'est révélé être un Rainy Devil, par sa mère. Elle commence à parler avec Koyomi quand elle découvre sa relation avec Hitagi. Elle devient amie avec Koyomi et Hitagi après que Koyomi l'a débarrassée du Rainy Devil.
Nadeko Sengoku (千石 撫子, Sengoku Nadeko)
Voix japonaise : Kana Hanazawa, voix française : Karl-Line Heller
Nadeko, le personnage principal de Nadeko Snake, était l'amie de Tsukihi, la sœur de Koyomi, à l'école primaire.
Tsubasa Hanekawa (羽川 翼, Hanekawa Tsubasa)
Voix japonaise : Yui Horie, voix française : Karl-Line Heller
Tsubasa, le personnage principal de Tsubasa Cat, est dans la même classe que Koyomi, dont elle est la présidente. Avant que le roman ne commence, elle a été possédée par un bakeneko pendant la Golden Week, en raison de sa situation familiale stressante. Même si le problème s'est depuis résolu avec l'aide de Shinobu, elle a de nouveau émergé  juste avant le festival de l'école, en raison d'un autre stress. Sa réplique préférée, en réponse à Koyomi quand il lui dit qu’elle sait vraiment tout, est : « Je ne sais pas tout, seulement les choses que je sais. » (「何でもは知らないわよ、知ってる事だけ」, “Nandemo wa shiranai wa yo, shitteru koto dake.”)
Meme Oshino (忍野 メメ, Oshino Meme)
Voix japonaise : Takahiro Sakurai, voix française : Marc Duquenoy
Meme est un homme d'un âge moyen qui vit dans un immeuble abandonné. Étant un expert en apparitions, il aide Koyomi et les autres à résoudre leurs problèmes, en échange d'argent ou de petits services.
Shinobu Oshino (忍野 忍, Oshino Shinobu)
Voix japonaise : Maaya Sakamoto, Aya Hirano (Hyakumonogatari seulement)
Shinobu vit avec Meme dans l'immeuble abandonné. Elle ressemble à une fillette de huit ans, mais elle était à l'origine un magnifique vampire qui a vécu plus de cinq cents ans. Elle a perdu tous ses pouvoirs et les traces de son ancienne personnalité après les événements du printemps précédent le début du roman. Meme l'a nommée Shinobu au début de Hitagi Crab, car le kanji servant à écrire Shinobu (忍) est composé du kanji « cœur » (心) sous le kanji « lame » (刃), ce qui est une référence à son ancienne personnalité.
Karen Araragi (阿良々木 火憐, Araragi Karen)
Voix japonaise : Eri Kitamuran, voix française : Angélique Heller
Karen, le personnage principal de Karen Bee est l'une des sœurs de Koyomi. Elle est plus vieille que Tsukihi et pratique beaucoup d'activités à l'extérieur. Dans Karen Bee, son habitude à agir sans réfléchir l'amène à être piquée par une abeille, ce qui entraine une terrible fièvre qui durera trois jours. Comme Hitagi, elle refuse tout aide extérieure, ce qui peut créer des conflits entre elle et Koyomi. Karen et Tsukihi sont surnommées Tsuga no Ki Nichū no Fire Sisters.
Tsukihi Araragi (阿良々木 月火, Araragi Tsukihi)
Voix japonaise : Yuka Iguchi, voix française : Karl-Line Heller
Tsukihi, le personnage principal de Tsukihi Phoenix est l'une des sœurs de Koyomi. Elle est la plus jeune des enfants de la famille Araragi. À l'inverse de sa sœur Karen, elle préfère les activités d'intérieur. Elle change constamment de coiffure et est colérique, à tel point que Koyomi la décrit comme hystérique. En réalité, elle est la réincarnation d'un phénix depuis que celui-ci est entré dans son corps alors qu'elle était encore dans le ventre de sa mère. Les esprits de Tsukihi et du phénix ont fusionné. Donc Tsukihi possède un corps immortel assez similaire à son frère et ne peut donc mourir que de vieillesse.

## Light novel
La série a commencé sous la forme d'histoires courtes écrites par Nisio Isin pour le magazine Mephisto. Plus tard, de nouvelles histoires ont été créées et elles ont été regroupées avec les anciennes déjà publiées pour finalement former deux tomes publiés par Kōdansha le 1er novembre 2006 et le 1er décembre 2006 sous le titre Bakemonogatari. Le premier volume contient trois histoires intitulés Hitagi Crab (ひたぎクラブ, Hitagi Kurabu), Mayoi Snail (まよいマイマイ, Mayoi Maimai) et Suruga Monkey (するがモンキー, Suruga Monkī). Le second volume contient les nouvelles histoires intitulées Nadeko Snake (なでこスネイク, Nadeko Suneiku) et Tsubasa Cat (つばさキャット, Tsubasa Kyatto).
Une préquelle de la série, intitulée Koyomi Vamp (こよみヴァンプ, Koyonomi Vanpu) a été publiée dans la première édition du magazine Pandora de Kodansha Box, puis fut publiée en tant que tome distinct le 7 mai 2008 sous le nom de Kizumonogatari (傷物語). Le premier tome de Nisemonogatari (偽物語), une séquelle de la série, fut publié le 2 septembre 2008 et contient l'histoire intitulée Karen Bee (かれんビー, Karen Bī). Le second tome contenant l'histoire intitulée Tsukihi Phoenix (つきひフェニックス, Tsukihi Fenikkusu) fut publiée le 10 juin 2009. Finalement, le premier tome de Nekomonogatari, sous-titré Kuro et sorti le 28 juillet 2010, contient une autre histoire préquelle à Bakemonogatari.
La deuxième saga Monogatari, publiée entre 2010 et 2011, débute avec le second tome de Nekomonogatari, sous-titré Shiro, et se poursuit avec les volumes Kabukimonogatari, Hanamonogatari, Otorimonogatari, Onimonogatari avant de se terminer avec la sortie de Koimonogatari.
La troisième saga Monogatari, appelée Final Season, publiée depuis 2012, contient Tsukimonogatari, Koyomimonogatari, trois tomes de Owarimonogatari,, et se termine avec Zoku-Owarimonogatari. Cette saga conclut les années de lycée de Koyomi.
Une quatrième saga, appelée Off Season, est publiée à partir d'octobre 2015 avec la sortie de Orokamonogatari. Le deuxième tome, intitulé Wazamonogatari, est sorti en janvier 2016. Le troisième tome, Nademonogatari, est sorti en juillet 2016. Le quatrième, et dernier tome, Musubimonogatari, est sorti en janvier 2017. 
Une cinquième saga, la Monster Season, est publiée depuis juillet 2017. Celle-ci contient Shinobumonogatari, sorti en juillet 2017, Yoimonogatari, Amarimonogatari, Ougimonogatari et les deux tomes de Shinomonogatari.

## Anime
L'adaptation en anime a été annoncée en avril 2008. L'adaptation de Bakemonogatari par le studio Shaft a été diffusée du 3 juillet au 25 septembre 2009 sur Tokyo MX. Elle est réalisée par Akiyuki Shinbo, scénarisé par Fuyashi Tō et composé par Satoru Kōsaki,. Quinze épisodes étaient prévus, mais seuls les douze premiers ont été diffusés à la télévision japonaise. Les trois restants ont été diffusés sur le site officiel de la série entre le 3 novembre 2009 et le 25 juin 2010.
L'adaptation de Nisemonogatari a été annoncée en septembre 2011. Composée de onze épisodes, elle a été diffusée du 7 janvier au 17 mars 2012,. Nekomonogatari (Kuro) a été adapté en quatre épisodes diffusés sur Tokyo MX et BS11 le 31 décembre 2012.
En janvier 2013, l'anime Monogatari: Saison 2 a été annoncé et adapte un total de six light novel, allant de Nekomonogatari (Shiro) à Koimonogatari, soit l'intégralité de la deuxième saga. Les 26 épisodes ont été diffusés du 6 juillet au 28 décembre 2013. Seul Hanamonogatari n'a pas été diffusé dans cette période. La diffusion de ces cinq épisodes, prévue initialement pour le 31 mai 2014, a été repoussée au 16 août 2014.
L'adaptation de Tsukimonogatari, premier arc de la dernière saison, est annoncée en octobre 2014. Les quatre épisodes sont diffusés le 31 décembre 2014. L'adaptation de Owarimonogatari est diffusée du 3 octobre au 19 décembre 2015 et comporte douze épisodes. L'adaptation de Koyomimonogatari est diffusée sur application iOS et Android à partir du 9 janvier 2016 et comporte douze épisodes. Le deuxième arc Owarimonogatari II de sept épisodes est diffusé du 12 au 13 août 2017.
L'adaptation de Kizumonogatari est annoncée en juillet 2010. Celle-ci est produite sous forme de trilogie de films d'animation ; le premier, Tekketsu-hen, est diffusé le 8 janvier 2016, le deuxième, Nekketsu-hen, le 19 août 2016 et le troisième, Reiketsu-hen, le 6 janvier 2017.
L'adaptation de Monogatari Series Off et Monster Season est annoncée en janvier 2024. Elle est diffusée à partir du 6 juillet 2024.
Dans les pays francophones, Bakemonogatari et Nisemonogatari sont diffusés en streaming et édités en DVD/Blu-ray par Dybex,,. Nekomonogatari (Noir), Monogatari: Seconde saison, Hanamonogatari, Tsukimonogatari et Owarimonogatari sont diffusés quant à eux en streaming par Wakanim,,,. Bakemonogatari a également été diffusé à la télévision sur la chaîne Nolife.

## Manga
Une adaptation en manga de Bakemonogatari est prépubliée à partir du 14 mars 2018 dans le Weekly Shonen Magazine. Elle est dessinée par Oh! Great. Le dernier chapitre est publié en 2023.
À chaque fin de chapitre de l'édition spéciale japonaise, il y a une illustration dessinée par un autre mangaka : pour le premier chapitre c'est Hiro Mashima, auteur de Fairy Tail, qui a dessiné Senjōgahara.

## Produits dérivés
De nombreux produits dérivés officiels ont vu le jour au Japon, comme un drama CD en août 2009, un jeu vidéo PlayStation Portable le 23 août 2012 ou encore des figurines Nendoroid produits par Good Smile Company,.